# سيدي عيسى (إقليم آسفي)
سيدي عيسى  (بالإنجليزية: SIDI AISSA)‏ هي جماعة قروية تابعة لإقليم آسفي ضمن جهة دكالة عبدة بالمغرب.  بلغ مجموع عدد سكان  سيدي عيسى حسب إحصاءات 2004  حوالي 9719 نسمة  يعيشون في 1616 أسرة.